# Борисав М. Игњатовић
Борисав Игњатовић (Комаране,1903 — Херцег Нови, 1986) био је српски адвокат и доктор правних наука. 

## Биографија
Рођен je 25. марта 1903. године y селу Комаране (сада општина Рековац). У младости се бавио земљорадњом, па ce по одслуженом војном року запослио као општински службеник. Године 1936. долази у Београд и запошљава ce y Занатској комори. Његова жеља за писаним стваралаштвом изражава ce кроз сарадњу y листовима „Занатлија", „Задругар“ и „Глас пекара". Ванредно учи гимназију и објављује књиге Идеје водиље y задругарству (1938) и Пекарске набавне задруге. Дипломирао је 1951.на Правном факултету y Београду. Од 1957. године, па до смрти бави ce адвокатуром, најпре  као приправник, a потом као адвокат y Београду, Добоју и Херцег-Новом.
Његовој љубави за писањем и публиковањем, адвокатура je пружила драгоцени материјал. У пет књига названих Убиства и одбране на суду приказује случајеве из своје адвокатске праксе. Објавио je три правне монографије: Судска реторика (1966) Нужна одбрана y теорији и пракси (1967) и Професионални морал и кодекс адвокатске етике (1979). Пошто су теме из ове три монографије биле стручно обрађене, одобрена му је израда докторске дисертације, без стечене магистратуре и полагања усменог испита.
Три дана пре свога осамдесет и другог рођендана,  22. марта 1985. године одбранио је докторску дисертацију на тему Адвокат као бранилац окривљеног и постао један од најстаријих докторанада Правног факултета у Београду. Своју дисертацију схватио je првенствено као расправу о адвокатури и одбрани окривљеног. Истакао je да адвокат y кривичном поступку окривљеном треба да пружи не само правну него и моралну и психолошку помоћ. Обимни рад на 425 куцаних страница одликовао ce свежином и оригиналношћу.
У књизи нишког адвоката Оливера Ињца "Велике адвокатске одбране", приказан је један од случајева које је водио адвокат Борисав Игњатовић.  Случај је екранизован и приказан у 2. епизоди треће сезона ТВ серије  Бранилац